# Jenő Uhlyárik
Jenő Uhlyárik (* 15. Oktober 1893 in Lőcse, Österreich-Ungarn; † 23. April 1974 in Budapest) war ein ungarischer Säbelfechter.

## Karriere
Bei den Olympischen Spielen 1924 in Paris gelang Jenő Uhlyárik mit der ungarischen Equipe der Einzug in die Finalrunde, in der sich Ungarn nur Italien geschlagen geben musste. Mit János Garay, Sándor Pósta, József Rády, Zoltán Schenker, László Széchy, Ödön Tersztyánszky und László Berti gewann er somit die Silbermedaille. Uhlyárik wurde 1925 in Ostende in der Einzelkonkurrenz Vizeweltmeister.